# Amor cortés

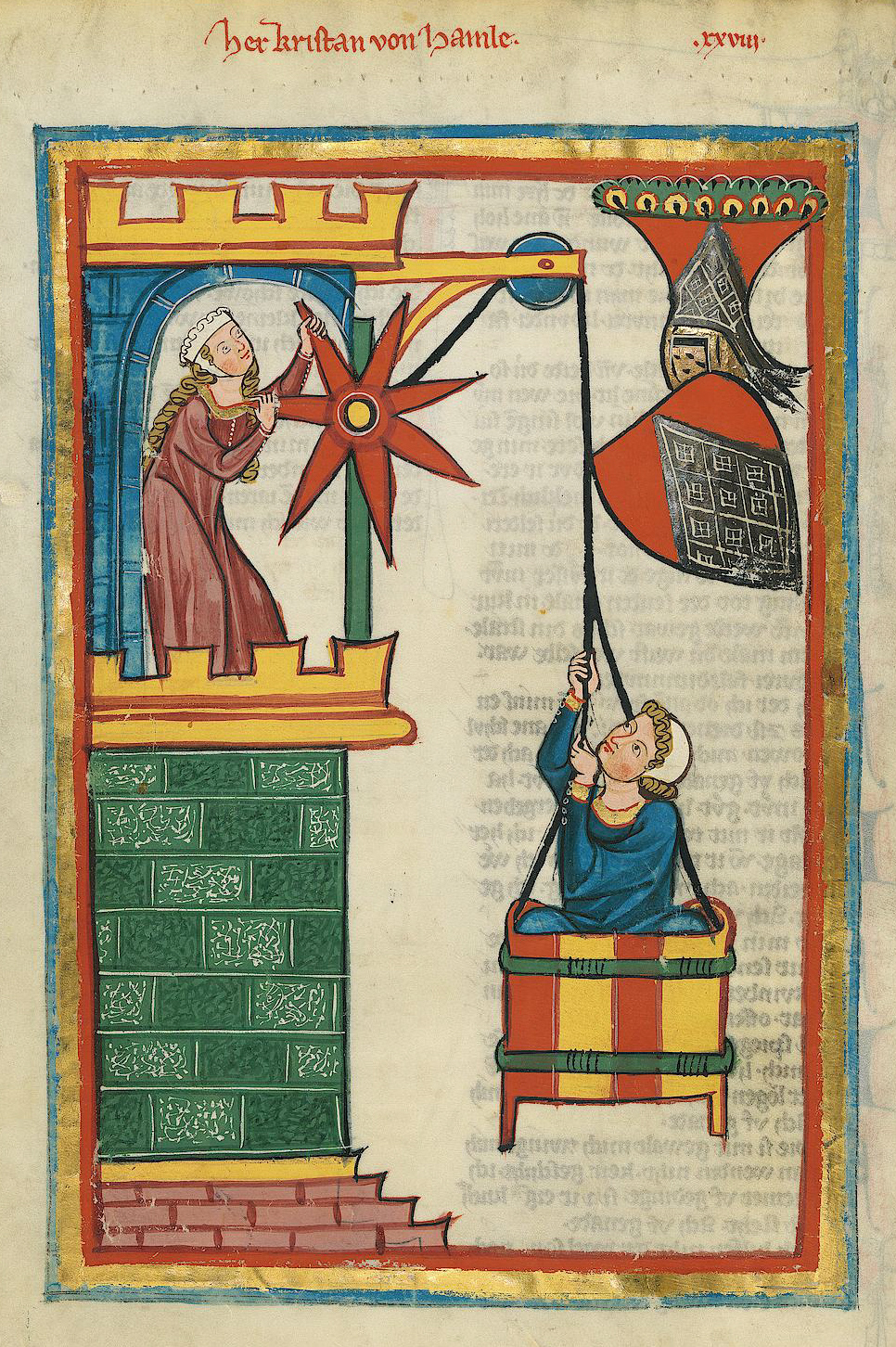
El enamorado llega hasta su dama izado en una canasta. Ilustración del Codex Manesse, mn von Hamle, ca. 1305.

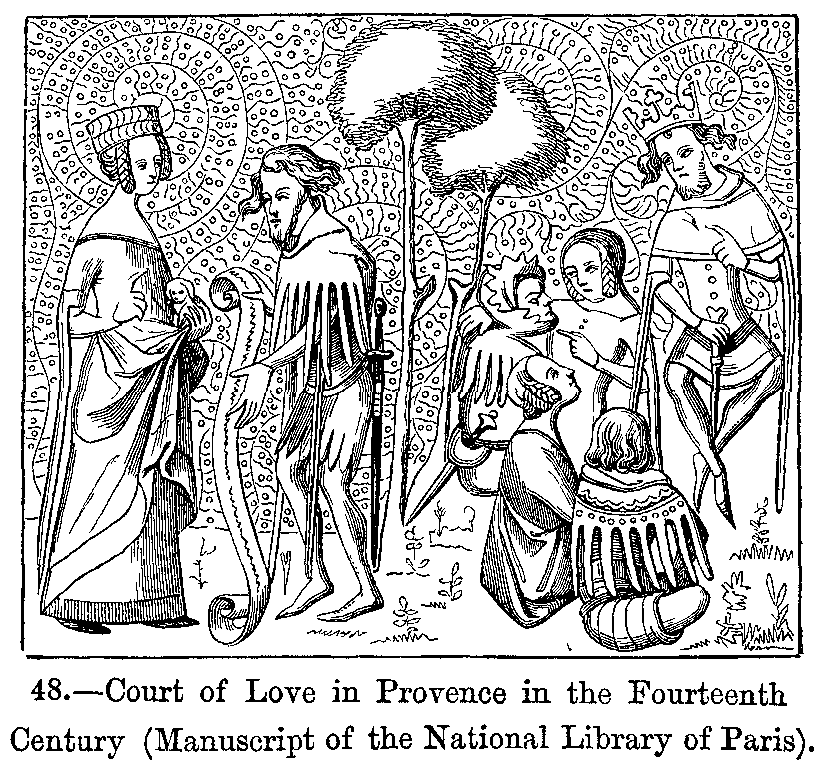
"Corte de amor" en Provenza, en un manuscrito del de la Biblioteca Nacional de París.

El amor cortés es un concepto literario creado en la Europa medieval que expresaba el amor en forma noble, sincera y caballeresca, y que se origina en la poesía lírica en lengua occitana. El trovador, poeta provenzal de condición noble, y más respetado que los juglares plebeyos, era la figura destacada en este tema. La relación que se establecía entre el caballero y la dama era comparable a la relación de vasallaje. Generalmente, el amor cortés era secreto y entre los miembros de la nobleza; dado que los matrimonios eran arreglados entre las familias y se realizaban por conveniencia, el amor cortés no era un amor bendecido por el sacramento del matrimonio, en el seno de parejas formales; sino, en la gran mayoría de los casos, adúltero o prohibido.

... q'ieu e midonz jassam / en la chambra on amdui nos mandem / uns rics convens don tan gran joi atendi, / qe.l seu bel cors baisan rizen descobra / e qe.l remir contra.l lum de la lampa
... que yo y mi señora yazcamos en la cámara en la que ambos fijemos una preciosa cita, de la que espero tanto placer que descubra su hermoso cuerpo, besando y riendo, y que lo contemple contra la luz de la lámpara

Iniciado como una ficción literaria creada para el entretenimiento de la nobleza y la justificación ideológica de su posición social, su capacidad atractiva lo transformó en un vehículo de «educación sentimental» que influyó en los comportamientos reales, siendo considerado una práctica enriquecedora y sofisticada; una experiencia intermedia entre el deseo erótico y el espiritual, que aunque pueda parecer contradictorio, era vivido como «un amor a la vez ilícito y moralmente elevador, apasionado y disciplinado, humillante y exaltante, humano y trascendente».
Aunque sus precedentes se han rastreado en la poesía árabe (Ibn Dawud, Ibn Hazm), o entre la literatura de los cátaros, o en la prosodia eclesiástica; sus comienzos pueden localizarse a finales del siglo XI en las cortes condales, ducales o principescas de Aquitania, Provenza, Champaña, Borgoña y la Sicilia normanda. Se extendió durante el siglo XII, en buena parte por la protección de poderosas damas, como Leonor de Aquitania (nieta de Guillermo IX de Aquitania, vinculado al comienzo del movimiento —quizá el primer trovador en occitano, tras volver de las Cruzadas—) y María de Francia, condesa de Champaña y mecenas de Chrétien de Troyes (Lancelot ou le Chevalier de la charrette). Continuó en los siglos finales de la Edad Media (Leys d'amors o Flors del Gay Saber "de los siete trovadores de Tolosa», siglo XIV), extendiéndose por los reinos cristianos de Europa Occidental (la lírica catalana -Guilhem de Berguedan-, la lírica galaico-portuguesa -Martín Codax-, el minnesang alemán -Gottfried von Strassburg- o el dolce stil nuovo italiano de la época de Dante, autores ingleses como Geoffrey Chaucer, John Gower o Thomas Malory), y entroncando con el pre-Renacimiento y con otros temas y géneros (particularmente, los libros de caballerías).
Entre los más destacados cultivadores del tema poético del amor cortés estuvieron Marcabrú, Bernart de Ventadorn, Giraut de Bornelh o Peire Vidal. También lo hicieron destacados personajes de la época, como los reyes Alfonso II de Aragón (llamado "el Casto") y Ricardo I de Inglaterra (llamado «Corazón de León»), el duque Guillermo de Aquitania (llamado «el Trovador»), el conde Raimbaut de Aurenga (Raimbaut de Orange), o Rober d'Alvernha, obispo de Clarmont.
La expresión «amor cortés» (amour courtois) fue acuñada por Gaston Paris en 1883, mientras que en la época de los trovadores se usaban expresiones como fin’amor («fino amor», «amor puro», «amor verdadero» en occitano).
Su interpretación, orígenes e influencias continúan siendo todavía un asunto debatido; aunque como puntos centrales de la Filosofía del Amor cortés se suelen señalar su concepción idealizada, platónica y mística del amor. Según Georges Duby, no hay que ver en el amor cortés una promoción de la mujer, sino un juego masculino, educativo para la formación de los jóvenes (como Enrique el Joven), que encauza sus pulsiones y sentimientos, al igual que los ejercicios militares y los torneos entrenan sus cuerpos. La idealización de la dama no es obstáculo para dar libre curso a la libido con mujeres de rango inferior, como muestran las pastourelles o las serranillas del Marqués de Santillana. La mujer objeto del amor cortés es una prueba; suele ser la esposa del señor, inalcanzable, pero a la que se galantea y se intenta seducir para mejor complacer al propio señor, que se presta al juego. La alta posición social de damas y caballeros sirve para diferenciarse del pueblo vulgar y de los burgueses que, aunque puedan incluso competir con su dinero, no pueden competir con ellos culturalmente.

## Grados del amor cortés
Un tratadista anónimo de mediados del siglo XIII distingue cuatro pasos en el progreso del caballero enamorado hacia su dama: fenhedor (no ha manifestado sus sentimientos), pregador (los ha manifestado), entendedor (la dama le ha sonreído o dado prendas) y drutz (ha culminado la relación con un contacto íntimo —otra cosa es lo que esto signifique, un mero contacto físico o el coito completo, teniendo en cuenta que la idealización del amor podía significar pasar la noche juntos sin tocarse -assag-, o con una espada entre ambos, como Tristán e Isolda—). En latín, los cuatro pasos del amor se nombraban como visus (contemplación), alloquium (conversación), contactus (caricias) y basia (besos).

## Géneros
Entre los géneros y subgéneros de la lírica del amor cortés los hay muy variados (cansó, joch partit, tensón, serenade, etc.) En el denominado aube («alba», con versiones en poesía trovadoresca y en la lírica tradicional), tras pasar la noche juntos, los amantes (el trovador y la midons) se lamentan de que llegue el alba y hayan de separarse; y aparecen otros personajes convencionales: el gilós («celoso», el marido), el guaita (amigo del trovador, que vigila toda la noche por si llega el gilós) y los lauzangiers (testigos del encuentro que pueden avisar al gilós de lo que ha sucedido).

## Características
- Origen cortesano de la Dama, ella reside y se encuentra en un lugar físico determinado, corte señorial, castrum o burgo, pertenece a la élite urbana.

- Total sumisión del enamorado a la dama (por una transposición al amor de las relaciones sociales del feudalismo, el enamorado rinde vasallaje a su señora). Esto origina el «sufrimiento gozoso».

- La amada es siempre distante, admirable y un compendio de perfecciones físicas y morales.

- El estado amoroso, por transposición al amor de las emociones e imaginería religiosas, es una especie de estado de gracia que ennoblece a quien lo practica.

- Los enamorados son siempre de condición aristocrática (aunque también es común que el enamorado sea de un grado social inferior al de la amada).

- El enamorado puede llegar a la comunicación, con su inaccesible señora, después de una progresión de estados: suspirante (fenhedor, en occitano), suplicante (precador), oyente (entendedor) y amante (drut).

- Se trata, frecuentemente, de un amor adúltero. Por lo tanto, el poeta oculta el objeto de su amor, sustituyendo el nombre de la amada por una palabra clave (senhal) o seudónimo poético.

## Relación con la mística
... el concepto platónico del eros era el ingrediente fundamental del misticismo occidental... El amor cortesano, en todas sus variedades, depende de manera similar de la tradición del eros. Si el amor cortesano fue modelado sobre el amor místico, o a la inversa, como creen algunos, es algo que no nos concierne. En algunos sentidos son completamente antagónicos: el amor cortesano se limita a los seres humanos, mientras que el amor místico se dirige a Dios; el cortesano cultiva el deseo sexual mientras que el místico desea eliminar todo excepto lo espiritual; el cortesano es herético o no religioso y representa, por ende, actitudes mundanas a las que el místico pretende renunciar. Al mismo tiempo, el amor cortesano y el místico se asemejan de maneras que revelan su ascendencia platónica. Esto se aplica particularmente al concepto trovadoresco de fin' amors -el término provenzal para el amor puro- que combina la teorización neoplatónica del Medio Oriente con elementos del misticismo cristiano, y culmina con una idealización del amor humano que conduce a una gran poesía, aunque lleve en última instancia a la frustración sexual. Con el surgimiento del culto a María en el siglo XI queda claramente establecida la estrecha relación entre estos diferentes elementos de la tradición del eros. Cuando, durante el siguiente siglo, el trovador Bernard de Ventadour se dedica a su Dama (ma donna), no la está confundiendo, desde luego, con la Madre de Dios. Y san Bernardo de Clairvaux no se adhiere al amor cortesano, al que condena, cuando se dirige a la Madonna como "la más bella entre las mujeres", agregando que Dios espera su consentimiento antes de continuar con la salvación del mundo. Pero ambos Bernardos tienen en común una búsqueda idealista de la bondad y la belleza, la elevadora aspiración del amor, y la firme convicción de que el valor de su objeto es algo externo al amante mismo.